# 백자 청화 '망우대‘명 초충문 접시
백자 청화 '망우대‘명 초충문 접시(白磁 靑畵 ‘忘憂臺‘銘 草蟲文 楪匙)는 서울특별시 용산구 삼성미술관 리움에 있는 조선시대의 백자이다. 1991년 1월 25일 대한민국의 보물 제1057호로 지정되었다.

## 개요
전접시란 접시의 테두리 부분이 수평으로 꺾여진 키가 낮은 접시를 말한다.
높이 1.9cm, 아가리 지름 16cm, 밑지름 9.1cm 크기의 이 접시는 전형적인 조선 초기의 전접시의 모습을 보이고 있으나, 특이하게 안 바닥 중앙에 작은 원이 얕게 패여 있어, 잔받침일 가능성이 있다. 이 원 안에는 ‘망우대’라는 글씨가 있고, 그 둘레에 간결하고 능숙한 필치로 들국화를 2포기 그렸으며, 위쪽에 꽃을 찾아 날아드는 벌을 그려 서정적인 느낌을 주고 있다. 전이 있는 가장자리에는 작은 원들이 장식되어 있고, 순백의 질이 좋은 바탕흙에 옅은 청색을 머금은 백자유약이 고루 퍼져 있다.
15세기 말에서 16세기 전반경 경기도 광주에서 만든 것으로 추정된다. 드물게 보는 깨끗하고 좋은 백자질과 조촐한 청화문양이 잘 어울리는 작품이다.

## 참고 자료
- 백자 청화 '망우대‘명 초충문 접시 - 국가유산청 국가유산포털